# Leonardo De Lorenzo
Leonardo De Lorenzo, född 29 augusti 1875 i Viggiano i Italien, död 29 juli 1962 i Santa Barbara i USA, var en italiensk flöjtist och musikpedagog. 

## Biografi
Leonardo De Lorenzo föddes i Viggiano i provinsen Potenza i Italien. Vid åtta års ålder flyttade han till Neapel för att börja på Conservatorio di Musica San Pietro a Majella. Vid 16 års ålder emigrerade han till USA och började arbeta på hotell i Cerulean i Kentucky, men 1896 återvände han till Italien för att göra militärtjänst i Alessandria och deltog i en av Giovanni Moranzoni sammansatt arméorkester.  
Efter militärtjänsten arbetade han som musiker och turnerade i Italien, Tyskland, England och Sydafrika. När han var 25 år gammal gick han med i en orkester i Kapstaden för att sju år senare återvända till Italien för att avsluta sina studier. Kort därefter återvände han till USA och var förstaflöjtist i den av Gustav Mahler ledda New York Philharmonic-orkestern.
Han var senare även flöjtist i orkestrar i Minneapolis, Los Angeles och Rochester. År 1914, då han spelade i Minneapolis Symphony Orchestra, mötte han sin blivande fru Maude Peterson. År 1917 spelade Los Angeles Flute Club en musikal till hans ära och De Lorenzo utsågs till föreningens första hedersmedlem. Från 1923 till 1935 var han lärare i flöjt på Eastman School of Music och efter sin pensionering komponerade han bland andra Saltarello och Pizzica-pizzica med inspiration från traditionell musik i sin hemstad. Allt material donerades sedan till University of Southern California 1953. 
År 1953 blev han hedersdoktor av Washington International Academy of Rome och gudfader för en ny flöjtskola i Milano. År 1955 spelade Los Angeles Flute Club en konsert till hans ära inför hans 80-årsdag. De Lorenzo dog i sitt hem Santa Barbara i Kalifornien i USA. Den internationella flöjttävlingen Leonardo De Lorenzo hålls vartannat år i hans hemstad Viggiano.

## Kompositioner[4]
- Appassionato (för flöjt)
- Giovialità (för flöjt och piano)
- Saltarello (för flöjt)
- Carnevale di Venezia (för flöjt)
- Nove grandi studi
- I tre virtuosi (för tre flöjter)
- I seguaci di Pan (för fyra flöjter)
- Non plus ultra (för flöjt)
- Pizzica-Pizzica (för flöjt)
- Suite mitologica (för flöjt)
- Idillio (för flöjt och piano)
- Improvviso (för flöjt och piano)
- Sinfonietta (Divertimento Flautistico), för fem flöjter
- Trio Eccentrico (för flöjt, klarinett och fagott)
- Trio Romantico (för flöjt, oboe och klarinett)
- I quattro virtuosi (Divertimento fantastico), för flöjt, oboe, klarinett och fagott[5]
- Capriccio (för fyra flöjter)